# ایگاچی
ایگاچی (به پرتغالی: Igaci) یک منطقهٔ مسکونی در برزیل است که در آلاگواس واقع شده‌است. ایگاچی ۳۳۴٫۳۴۶ کیلومتر مربع مساحت و ۲۵٬۶۱۳ نفر جمعیت دارد و ۲۵۰ متر بالاتر از سطح دریا واقع شده‌است.